# Приветное (Запорожский район)
Приветное (укр. Привітне) — село,
Августиновский сельский совет,
Запорожский район,
Запорожская область,
Украина.
Код КОАТУУ — 2322180405. Население по переписи 2001 года составляло 190 человек.

## Географическое положение
Село Приветное находится на правом берегу реки Днепр,
на расстоянии в 3,5 км от посёлка Отрадное.
К селу примыкают массивы садовых участков.

## История
- 1928 год — дата основания как село Новая Александровка.
- В 1967 году переименовано в село Приветное.